# 亞藝盃
亞藝盃為台灣的職業圍棋比賽，由台灣棋院於2003年改制原本主辦的升段賽，並由亞藝影音（台灣棋院金主中環公司的子公司）贊助而成。僅辦了兩屆後，又改制為國手賽。
亞藝盃改制為國手賽後，同年（2005年）底亞藝公司又舉辦了「亞藝盃兩岸圍棋對抗賽」，由台灣、中國各派5位棋士進行三輪的對抗賽，勝者獲100萬台幣，敗者獲30萬台幣。但隔年該賽就未再舉辦。2007年亞藝影音再度舉辦亞藝盃（與國手賽、兩岸賽無關，為國內賽），因此2003~2004年的又稱舊亞藝盃，新亞藝盃僅辦了一屆。

## 賽制
- 決賽：一局決勝。
- 本賽：採單敗淘汰制。四強取得次屆16強種子資格
- 預賽：無
- 規則：採比目法,黑先貼6.5目
- 時限：基本時限二小時，保留三分鐘讀秒，每次1分鐘

## 獎金及對局費
- 棋戰規模：70萬元
- 冠軍獎金：15萬元。
- 亞軍獎金：5萬元。
- 季軍獎金：2萬元，
- 殿軍獎金：1萬元
- 冠亞季殿軍賽，無基本對局費
- 64強戰：基本對局費4000元，無勝局獎
- 32強戰：基本對局費4000元，無勝局獎
- 16強戰：基本對局費8000元，無勝局獎
- 八強戰：基本對局費12000元，無勝局獎
- 四強戰：基本對局費16000元，無勝局獎

## 歷屆冠軍
| 屆次 | 年份   | 冠軍        | 比數 | 亞軍        | 保留                 | 備註   |
| ---- | ------ | ----------- | ---- | ----------- | -------------------- | ------ |
| 舊1  | 2003年 | 周俊勳 九段 | 8:7  | 林至涵 四段 | 陳永安 彭景華 戴嘉伸 | 循環制 |
| 舊2  | 2004年 | 林至涵 五段 | 8:7  | 林聖賢 七段 | 戴嘉伸 彭景華 黃祥任 | 循環制 |
| 兩1  | 2005年 | 中國棋院    | 3:0  | 台灣棋院    |                      |        |
| 1    | 2007年 | 蕭正浩 五段 | 1:0  | 周俊勳 九段 | 林宇翔 林聖賢        | 淘汰制 |

## 賽事沿革

### 舊亞藝盃
- 2000年 台灣棋院成立,升段賽開辦

- 2003年 第一屆亞藝盃
  - 台灣棋院廢除升段賽制,實施新升段辦法,原升段賽改制為第一屆亞藝杯
  - 亞藝影音、台灣棋院文化基金會主辦
  - 本賽：採十人循環賽制,由當時最高段位五人（周奎宏六段棄權，陳永安五段替補)免選加上五名預選出線者組成．循環圈保留五人，淘汰五人。
  - 冠軍獎金：15萬元；亞軍獎金：8萬元。
  - 2003年10月25日結束。

- 2004年 第二屆亞藝盃
  - 首屆冠軍周俊勳棄權，預選人數增加為六人．
  - 2004年4月11日開賽，2004年7月25日結束。
  - 2005年亞藝盃改制為第一屆國手戰

### 亞藝盃兩岸圍棋對抗賽
- 2005年12月19日至22日在台灣台北亞太會館舉辦，由台灣棋院、中國棋院各派五位棋士進行3輪的對抗賽，獲勝隊得台幣100萬元，敗隊獲台幣30萬元。
- 台灣棋院代表：周俊勳九段、林至涵七段、陳詩淵五段、蕭正浩五段、夏大銘三段
- 中國棋院代表：周鹤洋九段、王磊八段、俞斌九段、王檄五段、黄奕中六段
- 首輪獲勝：周俊勳黑半目勝周鹤洋，王檄黑中盤勝夏大銘，俞斌黑6.5目勝陳詩淵，林至涵白中盤勝王磊，黄奕中白中盤勝蕭正浩。
- 次輪獲勝：王檄黑中盤勝陳詩淵，黄奕中白中盤勝夏大銘，王磊黑中盤勝蕭正浩，周鹤洋白中盤勝林至涵，俞斌黑5.5目勝周俊勳。
- 三輪獲勝：黄奕中白2.5目勝陳詩淵，王檄黑中盤勝周俊勳，王磊黑中盤勝夏大銘，周鹤洋白中盤勝蕭正浩，俞斌黑半目勝林至涵。[2]

### 新亞藝盃
- 2007年 第一屆亞藝盃
  - 亞藝盃重新開張,亞藝影音再度贊助職業棋賽，
  - 採單敗淘汰制
  - 前四名保留至下屆16強
  - 冠軍獎金：15萬元。
  - 亞軍獎金：5萬元。
  - 季軍獎金20000元，
  - 殿軍獎金10000元
    - 冠亞季殿軍賽，無基本對局費

  - 對局費:
  - 64強戰：基本對局費4000元，無勝局獎
  - 32強戰：基本對局費4000元，無勝局獎
  - 16強戰：基本對局費8000元，無勝局獎
  - 八強戰：基本對局費12000元，無勝局獎
  - 四強戰：基本對局費16000元，無勝局獎
  - 2007年9月11日開賽

## 外部連結
- 台灣棋戰列表（页面存档备份，存于）
- 台灣職業棋戰資料庫